# خودکشی به سبب قلدری

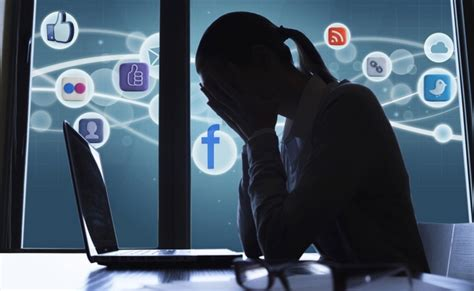
زنی که قلدری مجازی برش صورت گرفته است.

خودکشی به سبب مورد قلدری واقع شدن عبارتی است به وجود آمده حاصل ادغام چند تک‌واژ چندوجهی که برای اولین بار توسط تیم فیلد در کتابش با عنوان "خودکشی به سبب قلدری:مرگ در زمان فراغت" مورد استفاده قرار گرفت. این نوع خودکشی حاصل مورد قلدری واقع شدن قربانی می‌باشد؛ چه از طرف یک شخص یا رسانه‌های گروهی. گاهی نیز این عبارت به قلدرکُشی تعبیر می‌شود و آن زمانی است که قربانی اقدام به کشتن فرد قلدر می‌نماید. از نمونه های این نوع خودکشی می توان به خودکشی آماندا تاد اشاره نمود. 